# Clamator
Genre
Synonymes
- Oxylophus Swainson, 1837

Clamator est un genre d'oiseaux de la famille des Cuculidae comprenant 4 espèces. On les trouve dans les régions chaudes du sud de l'Europe et de l'Asie et, en Afrique, au sud du Sahara. Ces oiseaux apprécient les habitats de broussailles ouvertes et chaudes, mais certaines espèces sont au moins en partie migratrices, laissant l'hiver leur habitat pour des régions plus chaudes et plus humides.

## Liste des espèces
D'après la classification de référence (version 2.2, 2009) du Congrès ornithologique international (ordre phylogénique) :
- Clamator coromandus – Coucou à collier
- Clamator glandarius – Coucou geai
- Clamator levaillantii – Coucou de Levaillant
- Clamator jacobinus – Coucou jacobin

## Description
Ce sont de grands coucous, mesurant au moins 33 cm de long, avec de grandes ailes couleurs châtaigne et une longue queue étroite. Ils sont remarquables par leur plumage noir, blanc et brun. Les deux sexes sont semblables, mais les jeunes ont un plumage distinct. Les deux espèces africaines ont également chacune deux formes distinctes de plumage, l'un clair, l'autre foncé.

## Chant et cris
Ces oiseaux sont bruyants, avec des cris persistants et sonores.

## Alimentation
Ils se nourrissent de gros insectes, de chenilles velues, qui déplaisent souvent à de nombreuses autres espèces d'oiseaux.

## Reproduction
Tous les Clamators sont des oiseaux parasites, qui pondent un œuf unique dans les nids d'autres espèces d'oiseaux de taille moyenne, comme les pies, les étourneaux, les pies-grièches, les garrulaxes, les bulbuls et les Timaliidae
selon l'endroit. Contrairement au coucou commun, ni la femelle ni les poussins ne chassent les œufs de la famille d'accueil, mais les jeunes de la famille hôte meurent souvent parce qu'ils ne peuvent pas rivaliser avec le coucou pour recevoir la nourriture.